# Hakon Mielche
Hakon Mielche, född den 21 oktober 1904 i Fensmark, död den 22 oktober 1979, var en dansk reseskildrare, journalist och äventyrare som var medlem i Äventyrarnes Klub. Mielche har publicerat många böcker och har översatts till minst tretton språk. Han reste under många år för Familiejournalen.
Mielche var son till en glaskonstnär på Holmegaard Glasbruk. Han tog realexamen vid Haslev Gymnasium och utbildade sig sedan vid Académie Colarossi i Paris. Under åren 1920-1928 var han sjöman och åren 1928-1933 konstnär, reklamtecknare och teatermålare. Mielche var assistent på CNN 1933–1941 och resande korrespondent på Aller Press 1941. Han deltog i expeditioner till Stilla havet med segelfartyget Monsunen 1933–1935 och till Eldslandet 1936. Vidare var han krigskorrespondent under spanska inbördeskriget 1937.
Under tyska ockupationen 1940–1945 var han tvungen att stanna i Danmark på grund av reseförbud. Detta ledde till att han under dessa år skrev biografier om danskar som hade levt ett äventyrligt liv. Ett exempel är Nick Nielsens vidunderlige rejse.
År 1945 var han SHAEF-krigskorrespondent, seglade i Columbus' spår 1948 och var i Antarktis 1949. Mielche var pressansvarig på djuphavsexpeditionen med Galathea 2 under åren 1950–1952. På denna expedition skrev han böckerna Galathea lægger ud, Galathea i østen, och Galathea vender hjem. Han tilldelades Galathea-medaljen av Det Kongelige Danske Geografiske Selskab och blev riddare av Dannebrogen.
Han hade inte bara ett lättflytande språk, utan också en konstnärlig själ som kom till uttryck i tusentals små humoristiska vinjetter som illustrerar nästan alla hans böcker. De tecknades i marginalen på varje sida och illustrerade texten bredvid den. Vidare illustrerade han fram- och baksidan av häftade versioner av reseböckerna.
Han var ordförande i Äventyrarnes Klub, Danmark, 1944–1945, ledamot av Explorers Club i New York och medlem av danska författarförbundets styrelse 1944–1945.
Han gifte sig först gången 4 april 1933 med Eva Mielche (1914–1952), andra gången (äktenskapet upplöst 1970) med Solde Montalvo och en tredje gång 5 juni 1971 med Susanne Bagge.

### Reseskildringar och biografier
- Monsunens sidste rejse (1935) (Monsunens sista resa, översättning Harald Beijer, Norstedt, 1937)
- Til søs gennem Jylland, 1936
- Rejsen til verdens ende (1936) (Resan till världens ände, översättning Harald Beijer, Norstedt, 1939)
- Kondorens Land, 1937
- Ovre i Staterne, 1938
- Tre små øer, 1939.
- Fra min køjesæk, 1940.
- På krydstogt gennem Sverige, 1941.
- Junglens djævletrommer, 1942.
- Nick Nielsens vidunderlige rejse, 1943.
- Sønderjylland i sommersol, 1944.
- Jorden rundt med morgenbrød, 1944.
- Til søs gennem Sjælland, 1945.
- Fra Santos til Bahia, 1946.
- Amazonas, 1947.
- Rejsen til Lilliput, 1948.
- I Columbus kølvand (1949) (I Columbus' kölvatten, översättning Olof Hoffsten, Aller, 1949)
- [Okänd originaltitel] (Brasilien - motsättningarnas land, översättning Olof Hoffsten, Aller, 1950)
- Hval i sigte, 1951,
- Galathea lægger ud, 1951.
- Galathea i østen, 1952.
- Galathea vender hjem, 1953.
- Sol og Måne, 1953.
- Zanzibar (1954) (Sansibar, översättning Jöran Fischer, Folket i bild, 1957)
- Alladin kører Caddilac, 1955.
- Australien, 1957.
- Mirakler i østen (1957) (Under i Östern, översättning Bo Engman, Folket i bild, 1960)
- Ved det yderste hav, 1958.
- Canada, 1959.
- Det ukendte Amerika, 1960.
- Onkel Sams paradis, 1961.
- De hellige lande, 1961.
- Kurs mod Siam, 1962.
- Himalaya Tur - retur, 1963.
- Japan, 1964.
- Maya, 1967.
- Mexico, 1968.
- Mit livs rejse, 1969.
- Verdens underværker, 1971.
- Børn har ingen skyld, 1973.
- Donau, 1974.
- Rhone, 1975.
- Rhinen, 1975.
- Bretagne, 1976.
- Normandiet, 1976.
- USA - øst, 1977.
- USA - Vest, 1977.
- Themsen, 1978.
- Island, 1978.
- Mennesker jeg mødte, 1979.

### Bilderböcker
- Rejsen til Vestindien, 1939.
- Gadens ABC, 1939.
- På togt med Georg Stage, 1942.
- Børnene i Danmark, 1969.
- 8 Bobo–bøger (1970-1972)
- Bobo på landet (Bobo på landet, översättning Veronica Schildt-Bendjelloul, Bonnier, 1973)
- [Okänd originaltitel] (Bobo på daghemmet, okänd översättare, Bonnier, 1973)
- Klods Hans, 1972.
- Svinedrengen, 1972.
- Konen med Æggene, 1972.
- Det skete i Danmark, 1974.
- Utroligt – men sandt, 1974.

### Deckare
- Sfinxen griber ind (1940)
- Sfinxen er der igen (1940)

### Bara i norsk utgåva
- Korsika i kontur (1948)

### Bara i engelska utgåva
- Unicef in Asia (1958)

### Resehandböcker
- Kanofart ad danske åer (1945)
- Paris i lommen (1964) (Paris i väskan, översättning Greta Lindh, Corona, 1964)
- Mallorca i lommen (1964) (Mallorca i väskan, översättning Greta Lindh, Corona, 1965)
- Grækenland i lommen (1964) (Grekland i väskan, okänd översättare, Corona, 1964)
- Rom i lommen (1965)
- Costa del sol i lommen (1965)

### Bidrag i antologier
- Jorden rundt på eventyr, 1940.
- Galatheas jordomsejling, 1953.
- Nye danske noveller, 1955.
- Fra bøgernes verden, 1958.
- Bogen om Peter Freuchen, 1958.
- Læsningens glæder, 1960.
- Med eventyrerne over alle grænser, 1963.
- Europas hovedstæder, 1974.

## Utmärkelser
- Riddare av Dannebrogorden,  1951[3]

[Redigera Wikidata]

## Fotnoter
1. 1 2 3 4  Dansk Biografisk Leksikon, 3. udgave, tredje utgåvan, 1984, läst: 9 maj 2020.[källa från Wikidata]
2. 1 2  Dansk Biografisk Lexikon, Dansk biografisk Leksikon-ID: Hakon_Mielche, läs online.[källa från Wikidata]
3. 1 2 3  Dansk Biografisk Leksikon, 3. udgave, tredje utgåvan, 1984, läs online.[källa från Wikidata]